# بنك إسرائيل
مصرف إسرائيل (بالعبرية: בנק ישראל) هو المصرف المركزي في دولةِ إسرائيل، أُنشئ في ديسمبر / كانون الأوّل عام 1954م، بعد ستِّ سنواتٍ من قيامِ دولةِ إسرائيل. ويقع مصرف إسرائيل في مدينةِ القُدس قُرب مبنى الكنيست ومحكمة العدل العُليا ومكاتب الحُكومة وللمصرف فرعٌ إضافيٌّ في مدينةِ تل أبيب.
ويدير هذا المصرف السياسة النقديّة ويُنظّم الجهاز المصرفي ويُراقِبهُ كما ويُقدِّم المشورة للحُكومة في المواضيعِ الاقتصاديّة ويُنظِّم الإحصائيَّات حول اقتصاد الدولة ويُصدِر الأوراقَ الماليّة والعُملة للدولة.

## المباني
صُمم المقر الرئيسي الحالي في القدس من قِبل مكتب الهندسة المعمارية لأرييه شارون وابنه إلدار شارون. فازا بالجائزة الأولى للمشروع عام 1966، وعملا على التصميم حتى عام 1974. افتُتح المبنى عام 1981. يشبه تصميمه هرمًا مقلوبًا، وهو مستوحى من مبنى بلدية بوسطن. خضع المبنى لعملية تجديد شاملة بين عامي 2015 و2018.

## المحافظين
- ديفيد هورويتز (1954-1971)
- موشيه صنبر (1971-1976)
- أرنون غافني (1976-1981)
- موشيه مندلباوم (1982-1986)
- مايكل برونو (1986–1991)
- يعقوب أهارون فرنكل (1991-2000)
- ديفيد كلاين (2000-2005)
- ستانلي فيشر (2005–2013)
- كارنيت فلوغ (2013-2018)
- نادين بودو-تراجتنبرغ (حاكمة بالإنابة من 14 نوفمبر حتى 24 ديسمبر 2018).[5]
- أمير يارون (2018 - الآن)